# Thermoablation von Schilddrüsenknoten
Als Thermoablation bezeichnet man medizinische Behandlungsmethoden, bei denen Gewebe durch Hitze zerstört wird. Sie werden gegen verschiedene gut- und bösartige Tumoren angewendet, z. B. gegen Lebermetastasen oder gegen gutartige Schilddrüsenknoten. Sie sind eine Alternative zur Operation. Bereits seit den 1970er Jahren werden verschiedene Verfahren der Gewebeablation durch thermische Effekte, Thermoablation, in der klinischen Routine angewendet, und gelten in der Behandlung von Leber-, Lungen-, Milz- und Knochentumoren sowie Prostatavergrößerungen derzeit zum Teil als etablierte Therapien. Das Funktionsprinzip ist die ablative Zerstörung von Gewebe durch Wärme. Die Thermoablation von Schilddrüsenknoten tritt dabei nicht in Konkurrenz zu den etablierten Verfahren zur Therapie von gutartigen Schilddrüsenerkrankungen wie der medikamentösen Therapie, der Radiojodtherapie oder der Thyreoidektomie, sondern sollte vielmehr als sinnvolle Ergänzung der vorhandenen Therapiemodalitäten gesehen werden.

## Grundlagen der Thermoablation
Das Ziel der Thermoablation von Schilddrüsenknoten ist eine irreversible Koagulationsnekrose des Schilddrüsenknotens mit anschließender Volumenreduktion. Bei der Thermoablation von Schilddrüsenknoten wird eine Temperatur von mindestens 60 °C in der Ablationszone angestrebt. Bei Ablationstemperaturen von 60 °C tritt der thermische Effekt nahezu sofort ein und es entsteht in der Folge eine irreversible Schädigung des Knotens. Gefäße mit einem Durchmesser von unter 3 mm werden durch die Wärme zerstört („thermische Embolisation“ der Gefäße). Dies ist ein gewünschter Effekt, da dadurch die, den Knoten versorgenden intrathyreoidalen Gefäße zerstört werden. Bei Gefäßen von mehr als 4 mm Durchmesser tritt dieser Effekt nicht auf. In diesen Fällen kommt es zu einem Verlust der Energie, auch "heat sink" genannt.

## Radiofrequenzablation (RFA) von Schilddrüsenknoten
Bei der Radiofrequenzablation wird eine Sonde perkutan in den Knoten platziert. Die Sonde ist an einen Radiofrequenz-Wechselstromgenerator angeschlossen. Im Bereich der aktiven Spitze fließt ein Strom zwischen zwei Elektroden. Durch die große lokale Stromdichte in einer kleinen Fläche entsteht ionische Reibungsenergie (Wärme), welche die Ablationszone bildet.

### Radiofrequenzablation von gutartigen Schilddrüsenknoten
In Metanalysen wurde der Effekt der RFA auf Schilddrüsenknoten untersucht. Die Metanalysen zeigten eine statistisch signifikante Besserung im Outcome (Volumen, Symptomatik, Kosmetik, Medikamentenbedarf). Die durchschnittliche Volumenreduktion nach RFA betrug 8,9 ml bis 9,77 ml. Das Outcome war abhängig von der Knotenmorphologie. In den monozentrischen randomisierten Studien betrug die Volumenreduktion von primär zystischen Schilddrüsenknoten 87 % bis 93 % und in der randomisierten Fallkontrollstudie von soliden Knoten nach 6 Monaten 49,1 % ± 19,5 % im Vergleich zur Kontrollgruppe. In der randomisierten prospektiven Studie zeigte sich, dass umso größer die relative Volumenreduktion war, je kleiner ein Schilddrüsenknoten ist. Die RFA wurde dabei einmal oder mehrmals, unilateral oder bilateral, bei benignen kalten oder hyperfunktionellen Schilddrüsenknoten durchgeführt. Eine RFA ist auch nach einer stattgehabten Lobektomie möglich. Bei Schilddrüsenzysten mit viskösem Kolloid kann die RFA nach Aspiration des viskösen Zysteninhaltes durchgeführt werden. Auch nach einer vorausgegangener Ethanolinjektion wird durch die RFA eine weitere signifikante Volumenreduktion erreicht. Bei der RFA von hyperfunktionellen Schilddrüsenknoten mit erniedrigtem TSH sind mehrere RFA Behandlungen notwendig, dies erklärt sich durch den verbliebenen Randsaum des hyperfunktionellen Knotens um thermo-sensible Strukturen zu schonen. Nach einmaliger RFA von hyperfunktionellen Knoten waren 50 bis 67 % der Patienten weiterhin hyperthyreot. Bei einem Schilddrüsenknoten mit Thy 2 Klassifikation in der Feinnadelpunktion, kam es im Beobachtungszeitraum von 24 Monaten zu Volumenabnahme von 67 %. Nur bei Thy3 Klassifikation kam es bei 2 von 6 Schilddrüsenknoten zu einer Volumenzunahme. In den beiden Schilddrüsenknoten fand sich postoperativ histologisch ein follikuläres Karzinom und eine mikrofollikuläre Neoplasie. In einer Langzeitstudie über 4 Jahre fand sich eine Volumenzunahme nach RFA im Randbereich des Knotens mit einer Häufigkeit von 5,6 %. Die italienische Expertenkommission empfiehlt die RFA bei hyperfunktionellen Schilddrüsenknoten und bei nicht-hyperfunktionellen Schilddrüsenknoten größer als 20 ml, wenn Patienten eine chirurgische Therapie oder eine Radiojodtherapie ablehnen. Die italienische medizinisch radiologische Gesellschaft empfiehlt die RFA bei allen benignen Schilddrüsenknoten. Es zeigt sich eine signifikante Abnahme der Echogenität und des Dopplersignals innerhalb der Ablationszone nach bipolarer RFA mit „multi-shot“-Technik. Die koreanische Task Force (KSThR) empfiehlt die RFA mit „moving-shot“- Technik bei allen gutartigen Schilddrüsenknoten unabhängig von der Größe, falls der Schilddrüsenknoten klinische Beschwerden verursacht. Mit beiden shot-Techniken sowie mit monopolaren und bipolaren RFA-Sonden ist eine erfolgreiche Ablation von Schilddrüsenknoten möglich.
Komplikationen nach einer RFA sind selten. In der retrospektiven Analyse mit 4 Zentren aus Korea betrug die Komplikationsrate 0,2 % nach 2616 Behandlungen, in der retrospektiven Multicenterstudie mit 13 Schilddrüsenzentren betrug die Komplikationsrate insgesamt 3,3 %, wobei bei nur 2 Patienten bleibende Komplikationen (Schilddrüsenunterfunktion und Schilddrüsenknotenruptur) dokumentiert wurden. In Langzeitstudien über 4 Jahre betrug die Komplikationsrate 3,6 %. Bipolare RFA zeigen ebenfalls geringe Komplikationsraten. Im Vergleich zur Thyreoidektomie bei benignen multifokalen Schilddrüsenknoten sind die Komplikationsrisiken der RFA im Vergleich geringer.

### Radiofrequenzablation von Lymphknotenmetastasen oder Lokalrezidiven des Schilddrüsenkarzinoms
In einigen Fällen kann eine Operation oder eine Radiojodtherapie nach Thyreoidektomie bei bekannten Metastasen eines gut differenzierten papillären Schilddrüsenkarzinoms nicht durchgeführt werden. Nach RFA von Lokalrezidiven oder Lymphknotenmetastasen fand sich eine signifikante Volumenreduktion der Metastasen von 53 % bis 95 % und ein Abfall des Tumormakers Thyreoglobulin. Die posttherapeutische Kontrolle mittels Biopsie zeigte keinen Anhalt für malignes Restgewebe und kein Anhalt für ein erneutes Rezidiv der behandelten Seite nach RFA. Ebenfalls in der Fallserie mit gut differenzierten papillären und follikulären Schilddrüsenkarzinomrezidiven zeigte sich im Langzeit-follow-up nach RFA kein Anhalt für ein Progress. Auch in Kombination mit der Radiojodtherapie konnte in einer prospektiven Studie gezeigt werden, dass die RFA erfolgreich Schilddrüsenreste nach Thyreoidektomie zerstört. Die Expertenkommissionen empfehlen daher die palliative RFA bei Rezidiven und Metastasen des gut differenzierten Schilddrüsenkarzinoms wenn eine chirurgische Therapie oder eine Radiojodtherapie nicht möglich sind oder vom Patienten abgelehnt werden.
Die Komplikationsrate der RFA von Metastasen und Lokalrezidiven betrug ca. 7 %, lebensbedrohliche Komplikationen wurden nicht beobachtet. Im direkten Vergleich mit der Re-Operation bei Lokalrezidiven wurden geringere Komplikationsraten bei der RFA bei gleicher Effektivität festgestellt.

## Mikrowellenablation (MWA)
Bei der MWA wird eine Mikrowellensonde perkutan in den Schilddrüsenknoten eingebracht. Im Bereich der aktiven Spitze entsteht ein Mikrowellenfeld. Durch die Anregung von Dipolverbindungen (Gewebewasser, Moleküle) wird die elektromagnetische Welle gedämpft. Die Dämpfung der elektromagnetischen Welle wird in Wärme (Ablationsenergie) umgewandelt.

### Mikrowellenablation von gutartigen Schilddrüsenknoten
Bereits mit der ersten prospektiven Studie konnte mittels gekühlter MWA eine Volumenreduktion von 46 ± 30 % nach 9 Monaten bei benignen Schilddrüsenknoten erreicht werden. In der retrospektiven Arbeit mit 222 Patienten und 477 Knoten lag die Volumenreduktion bei 41 %. Die Volumenreduktion war abhängig von der Knotenmorphologie. Bei zystischen Knoten fand sich eine Volumenreduktion von 80 %, bei echokomplexen Knoten fand sich eine Volumenreduktion von 72 % und bei soliden Knoten fand sich eine Volumenreduktion von 27 %. Bei den ungekühlten MWA-Sonden zeigte sich eine signifikante Volumenreduktion von über 50 % bereits nach 3 Monaten. In Kombination mit der Radiojodtherapie konnte bei sehr großen Strumen die benötigte Radiojodaktivität für die Radiojodtherapie deutlich gesenkt werden, die Volumenreduktion lag bei 30 %. Die Szintigraphie kann zur frühzeitigen Überprüfung der Effektivität der Thermoablation eingesetzt werden, bevor volumetrische Verlaufskontrollen möglich sind. Mittels MWA wurden benigne kalte oder hyperfunktionellen Schilddrüsenknoten erfolgreich therapiert. Aufgrund der dickeren MWA-Sonde fanden sich in 4 von 11 Patienten eine kleine Kapselblutung der Schilddrüse kleiner als 1 mm, bei den ungekühlten MWA-Sonden fand sich bei allen Patienten ein superfizielles kleines Hämatom. Lebensbedrohliche oder bleibende Komplikationen traten in keiner Studie auf.

### Mikrowellenablation von Lymphknotenmetastasen oder Lokalrezidiven des Schilddrüsenkarzinoms
In der prospektiven Studie mit 17 Patienten mit Lokalrezidiven eines papillären Schilddrüsenkarzinoms wurde eine oder bis zu vier MWAs durchgeführt. Die Volumenreduktion lag nach 18 Monaten bei 91 ± 14 %. Bei 30 % konnte nach Behandlung kein Lokalrezidiv mehr nachgewiesen werden, Lebensbedrohliche oder bleibende Komplikationen traten nicht auf. In einer weiteren Studie wurden 21 papilläre Mikrokarzinome im Stadium T1N0M0 mittels MWA behandelt. Alle Mikrokarzinome konnten vollständig mittels einer MWA-Sitzung abladiert werden. Nach 11 Monaten follow-up fand sich kein Lokalrezidiv. Lebensbedrohliche oder bleibende Komplikationen traten nicht auf.

## Hochfokussierter Ultraschall (Echotherapie)
Bei der HIFU (hoch fokussierter Ultraschall, Echotherapie) wird die Thermoablation nicht-invasiv durchgeführt. Der Ultraschallkopf arbeitet mit 2 MHz und ist nach innen gebogen (konkav). Hierdurch kommt es zu einer Fokussierung und gezielten Bündelung des Ultraschalls durch die Haut in den Schilddrüsenknoten. Bei der Ablation wird ein Volumen in der Größe eines Reiskorns auf etwa 85 °C erhitzt. Der Vorteil dieses nicht-invasiven thermoablativen Verfahrens ist, dass kein Infektionsrisiko besteht. Die Konkavität des Ultraschall-Kopfes bestimmt gleichzeitig den Fokussierungsgrad und damit auch die Tiefe, in welcher der thermische Effekt auftritt.

### Hochfokussierter Ultraschall (Echotherapie) von gutartigen Schilddrüsenknoten
In der Machbarkeitsstudie 2011 wurden erstmals 25 Patienten mittels HIFU bei Struma multinodosa therapiert, 16 Patienten zeigten signifikante Veränderungen im Ultraschall und bei 17 Schilddrüsenknoten fanden sich in der anschließenden histopathologischen Auswertung Veränderungen wie Nekrose. Die Szintigraphie kann zur frühzeitigen Überprüfung der Effektivität der Thermoablation eingesetzt werden, bevor volumetrische Verlaufskontrollen möglich sind. Mittels HIFU wurden benigne kalte, indifferente oder hyperfunktionellen Schilddrüsenknoten erfolgreich therapiert. Die Volumenreduktion nach 3 Monaten lag nach einmaliger HIFU-Behandlung bei 49 bis 55 %. In der einzigen prospektiven Studie mit 20 Patienten lag die Volumenreduktion bei 49 %.
Prätherapeutisch betrug das Knotenvolumen im Median bei 5 ml, zusätzlich wurden durch das System Sicherheitsabstände definiert, dadurch lagen Randbereiche des Schilddrüsenknotens außerhalb der Ablationszone. Lebensbedrohliche oder bleibende Komplikationen nach HIFU traten nicht auf, eine immunogene Autoimmunthyreopathie wird durch die HIFU in der Schilddrüse ebenfalls nicht ausgelöst.

## Geschichte der Thermoablation in Deutschland
- 2012: Erste Mikrowellenablation eines Schilddrüsenknotens in Europa durch Hüdayi Korkusuz[60]
- 2013 Kombinationstherapie aus Mikrowellenablation eines kalten Knotens und einer Radiojodtherapie eines heißen Schilddrüsenknotens[61]
- 2014 Gründung des Vereins Deutsches Zentrum für Thermoablation e.V. zur Förderung der Thermoablation als alternative Therapie zur Schilddrüsenchirurgie und als alternative Therapie zur Radiojodtherapie.[62]
- 2015 Weltweit erster Einsatz einer bipolaren Radiofrequenzsonde[63]
- 2017 Anerkennung der Thermoablation als Spitzenmedizin durch die Techniker Krankenkasse[64]